# Regiunea Gorgol
Gorgol (arabă ولاية كركول) este o regiune din sudul Mauritaniei, cu capitala la Kaédi. Alte orașe importante sunt Mbout și Maghama. Se învecinează cu regiunile Assaba și Brakna la nord, Guidimaka la sud-est și cu statul Senegal la sud-vest, de care este despărțită prin râul Senegal.
Gorgol este divizată în patru departmente:
- Kaedi
- M'Bout
- Maghama
- Monguel